# 北区立田端小学校
北区立田端小学校（きたくりつたばたしょうがっこう）は、東京都北区田端5丁目にある公立小学校。

## 概要
- 本校は、東京都北区立学校第八次（平成26年度）適正配置方針に基づき、2014年（平成26年）4月1日、滝野川第一小学校と滝野川第七小学校を統合し、開校した[2]。

## 沿革
出典
- 2014年（平成26年）
  - 4月1日 - 開校。校舎は、旧滝野川第一小学校の校舎を使用する。
  - 同年度 - この年度から2016年（平成28年）度までの3か年にわたり、統合に伴う教育環境の充実・整備と施設・設備の長寿命化を図ることを目的に、校舎の大規模改修工事を実施[4]。
- 2015年（平成27年）4月 - 「コミュニティ・スクール田端」スタート。

## 通学区域
出典
- 田端1丁目（全域）
- 田端2丁目（全域）
- 田端3丁目（全域）
- 田端4丁目（全域）
- 田端5丁目（全域）
- 田端6丁目（全域）
- 中里1丁目（全域）
- 中里2丁目（1番～17番・18番1号～18番3号・18番9号～18番12号・19番1号～19番3号・19番10号～19番14号・20番1号～20番4号・20番12号～20番17号・21番～28番）
- 中里3丁目（全域）

## 進学先中学校
出典
公立中学校に進学する場合
- 北区立田端中学校

## アクセス
- 北区コミュニティバス田端循環ルートで、「田端五丁目」バス停下車後、徒歩約200m・約3分。
- 北区コミュニティバス田端循環ルート・都営バス「東43」系統・「端44」系統で、「田端二丁目」バス停（田端駅方面行1番のりば）下車後、徒歩約385m・約6分。
- 都営バス「東43」系統・「端44」系統で、「田端二丁目」バス停（田端駅方面発2番のりば）下車後、徒歩約425m・約7分。
  - なお、学校敷地から「田端二丁目」バス停まで、直線距離では約230mだが、道路とバス停設置個所の関係で、若干の遠回りとなる。
- JR東日本山手線・京浜東北線田端駅より、
  - 駅北口から、徒歩約425m・約7分。
  - 上述の北区コミュニティバス田端循環ルートに乗車し、「田端五丁目」バス停下車後、徒歩。
  - または、上述の都営バス「東43」・「端44」の各系統に乗車し、「田端二丁目」バス停下車後、徒歩。
- JR東日本山手線・東京メトロ南北線駒込駅から、上述の北区コミュニティバス田端循環ルートに乗車し、「田端二丁目」バス停下車後、徒歩。

## 学校周辺
- 北区立田端保育園 - 北区道をはさんで敷地が隣接。また、進級前保育園のひとつ。
- 光明院（寺院）
  - 光明院幼稚園 - 進級前幼稚園のひとつ。
- 上田端八幡神社
- 田端郵便局
- 警視庁滝野川警察署田端高台交番
- 東京都道458号白山小台線
- この他、田端保育園・光明院幼稚園以外の幼稚園・保育園や光明院・上田端八幡神社以外の神社仏閣及びマンション・アパートなども点在する。